# IPA NY Tennis Championships 1975
L'IPA NY Tennis Championships 1975 è stato un torneo di tennis giocato su campi in sintetico indoor. È stata la 1ª edizione del torneo, che fa parte del Commercial Union Assurance Grand Prix 1975. Si è giocato a New York in Stati Uniti, dal 17 al 23 marzo 1975.

## Campioni

### Singolare
Vitas Gerulaitis ha battuto in finale  Jimmy Connors per walkover

### Doppio
- Doppio non disputato